# Pogonoperca punctata
Pogonoperca punctata, tên thường gọi là Bearded soapfish (tiếng Anh), là một loài cá biển thuộc chi Pogonoperca trong họ Cá mú. Loài này được mô tả lần đầu tiên vào năm 1830.
Gọi là "cá xà phòng" là vì khi bị kích động, P. punctata, cũng như tất cả các loài thuộc phân họ Grammistinae, sẽ tiết ra một chất nhầy có độc để bảo vệ cơ thể.

## Phân bố và môi trường sống
P. punctata có phạm vi phân bố rộng rãi ở vùng biển Tây Thái Bình Dương. Loài này được tìm thấy ở các đảo phía đông quần đảo Mã Lai; phía bắc tới miền nam Nhật Bản; phía nam đến New Caledonia (không có mặt ở Úc); phía đông trải dài đến một số các quần đảo thuộc 3 tiểu vùng là Micronesia, Melanesia và Polynesia. P. punctata được thay thể bởi loài họ hàng duy nhất là Pogonoperca ocellata ở Ấn Độ Dương. P. punctata sống xung quanh các rạn san hô hay các rạn đá ngầm xa bờ, nơi có dòng chảy vừa phải, ở độ sâu khoảng từ 10 đến 216 m. Cá con sống trong các đầm phá hoặc vịnh biển cạn.

## Mô tả
Chiều dài cơ thể lớn nhất được ghi nhận ở P. punctata là gần 35 cm. Cá trưởng thành có những đốm trắng chi chít phủ đầy cơ thể. Các vây trong suốt. Thân có màu nâu xám. Đỉnh đầu và dọc theo lưng có nhiều dải đốm màu đen; trong đó có một dải băng qua mắt. Loài này có một nắp da đặc trưng ở ngay cằm của nó. Cá con màu nâu đen với các đốm tròn lớn màu vàng nhạt ở khắp cơ thể.
Số gai ở vây lưng: 8; Số tia vây mềm ở vây lưng: 12 - 13; Số gai ở vây hậu môn: 2; Số tia vây mềm ở vây hậu môn: 8; Số tia vây mềm ở vây ngực: 15 - 17.
Thức ăn của P. punctata là những loài cá nhỏ hơn, và cũng bao gồm các động vật giáp xác và động vật thân mềm. Chúng sống đơn độc hoặc thành đôi. Loài này ít khi được đánh bắt.